# ネフト・ダシュラリ
ネフト・ダシュラリ（アゼルバイジャン語: Neft Daşları, ロシア語: Нефтяные Камни, tr. Neftyanye Kamni、オイル・ロックとして知られる）は、アゼルバイジャンのバクーにある工業地帯。ピララヒ州にあるチロフ・ネフテ・ダシュラリという自治体の一部である。アゼルバイジャンの首都バクーから100 km (62 mi) 、カスピ海の最寄りの海岸から55 km (34 mi) のところにある。アゼルバイジャンで最初の石油プラットフォームであり、多数の掘削プラットフォームを組み込んだ世界で最初の海上石油プラットフォームである。世界初の海上石油プラットフォームとしてギネスブックに掲載されている。
この集落は、水上の一本の道から始まり、ネフテ・ダシュラリの基礎となる沈没船の背に作られた道やプラットフォームのシステムへと発展していった。ネフテ・ダシュラリの最大の特徴は、人口約2,000人、300 km (190 mi) 以上の道路が土と埋立地の上に作られ、実際に機能する都市であることである。最盛期には5000人以上の住民が住んでいた。

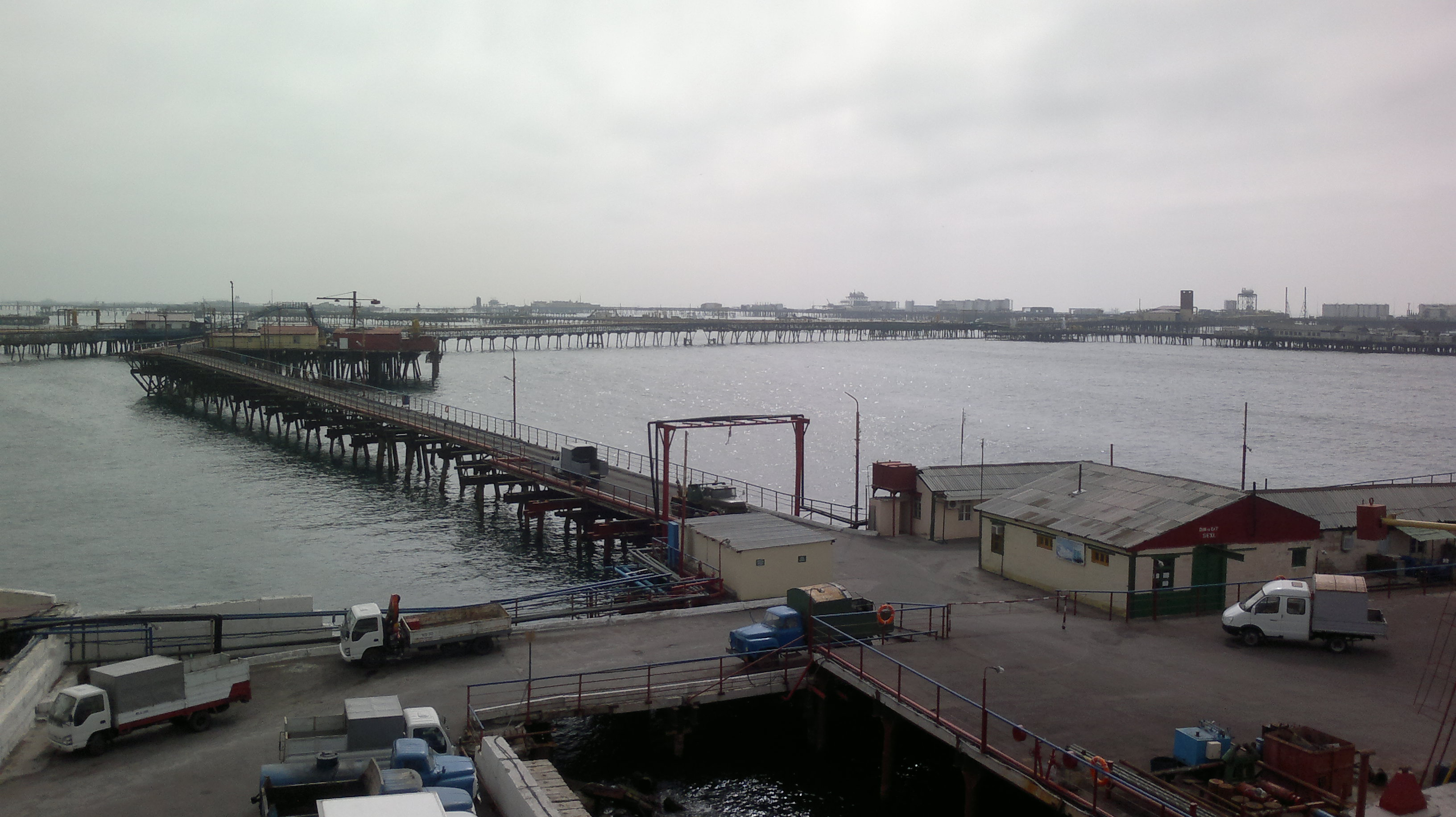
オイル・ロックス

## 語源
当初、この集落はチェルニー・カムニ（黒い石）と呼ばれていたが、後に油の黒色を意味するネフト・ダシュラル（油性の岩）に改名された。

## 歴史

### 居留地の建設

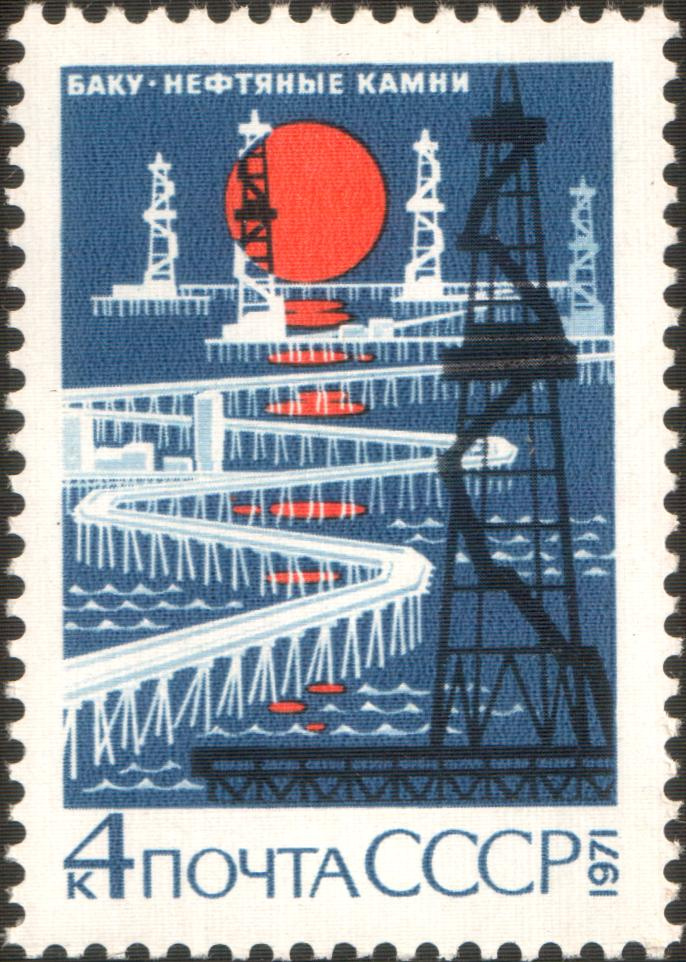
1971年のソ連の切手、油岩を特徴とする

この地域の最初の大規模な地質調査が行われたのは1945年から1948年のことです。1949年11月7日、カスピ海の地下1,100mで石油が発見され、世界初の海上石油プラットフォームとなった後、Neft Daşlarıの集落が建設された。
1951年、Neft Daşlarıは、当時必要とされたすべてのインフラを備え、生産の準備が整った。掘削台が建てられ、石油タンクが設置され、船のための囲いのあるドックが建設された。同年、Neft Daşlarıからの最初の石油はタンカーに積み込まれた。
1952年、人工島を結ぶ架け橋の建設が計画的に開始された。ソ連の多くの工場が、ネフチ・ダシュラリで使用するためのクレーン組立品と、最大100トンの石油を運ぶことができるクレーン船とを建設した。このクレーン船には、海底に杭を打ち込むためのディーゼルハンマーが搭載されていた。
1958年から大規模な建設が始まり、9階建ての宿舎、ホテル、文化宮殿、ベーカリー工場、レモネード工房などが建設された。Neft Daşlarıの大規模な開発は1976年から1978年にかけても続き、5階建ての寮と2つの石油ガス圧縮機ステーション、飲料水施設の設置、直径350mm（14インチ）のデュベンディ・ターミナルへの水中パイプライン2本の建設が行われました。さらに、車両通行用のフライオーバーも作られた。その結果、1960年代には集落の面積が7ヘクタールほどになり、人工島を結ぶ鉄橋の長さは200キロメートルを超えた。

### 独立後
2009年11月、この居留地は60周年を迎えました。この60年の間に、Neft Daşlarıの油田は1億7000万トン以上の石油と150億立方メートルの天然ガスを生産してきました。現在の地質学者による推定では、可採埋蔵量は3,000万トンにも上るとされている。石油プラットフォームは次第に老朽化し、現在も改修計画はない。
人口は集落の時期によって異なる。2008年現在、プラットフォームには男女合わせて約2,000人がおり、1週間の沖合シフトで勤務しています。一時期は5,000人が働いていた。

## オイル抽出
石油の採掘は、アブセロン地質傾向の浅海部分から行われる。 
2015年12月4日、大嵐により居住区の一部が海に転落し、SOCARの労働者3名が行方不明となったことが報告された。

## 大衆文化において
- 2008 年、映画監督のマーク ウォルフェンスバーガー率いるスイスのドキュメンタリー チームが、2009 年に公開された入植地で「ラ シテ デュ ペトロル / オイル ロックス – 海の上の都市」を撮影しました。 [7]ヴィメオ
- ネフト ダシュラリは、ジェームズ ボンド映画「ワールド イズ ノット イナフ」 (1999 年) のシーンで取り上げられています。 [8] [9]
- Neft Daşları は、最も古いオフショア石油プラットフォームとしてギネスブックのリストに載っています。 [3]